# Hiroshi Kichise
Hiroshi Kichise (japanisch 吉瀬 広志 Kichise Hiroshi; * 10. Juli 1983 in der Präfektur Fukuoka) ist ein ehemaliger japanischer Fußballspieler.

## Karriere
Kichise erlernte das Fußballspielen in der Schulmannschaft der Chikuyo Gakuen High School. Seinen ersten Vertrag unterschrieb er 2002 bei den Consadole Sapporo. Der Verein spielte in der höchsten Liga des Landes, der J1 League. Am Ende der Saison 2002 stieg der Verein in die J2 League ab. Für den Verein absolvierte er 16 Ligaspiele. 2005 wurde er an den Ligakonkurrenten Mito HollyHock ausgeliehen. Für den Verein absolvierte er 17 Ligaspiele. 2006 wurde er an den Albirex Niigata (Singapur) ausgeliehen. 2007 kehrte er zu Consadole Sapporo zurück. 2008 wechselte er zum Drittligisten Gainare Tottori. Ende 2008 beendete er seine Karriere als Fußballspieler.